# Stranger (Electric Light Orchestra)
Stranger is een nummer van de Britse band Electric Light Orchestra uit 1983. Het is de vijfde en laatste single van hun tiende studioalbum Secret Messages.
In 2001 zei zanger en schrijver Jeff Lynne over het nummer: "Terwijl ik dit in Holland opnam, keek ik door de ogen van een vreemdeling". Het nummer werd enkel in Polen een hit. In Amerika viel het nummer met een 105e positie net buiten de Billboard Hot 100.